# Габбата
31°46′49″ пн. ш. 35°14′01″ сх. д. / 31.780374° пн. ш. 35.233511° сх. д.

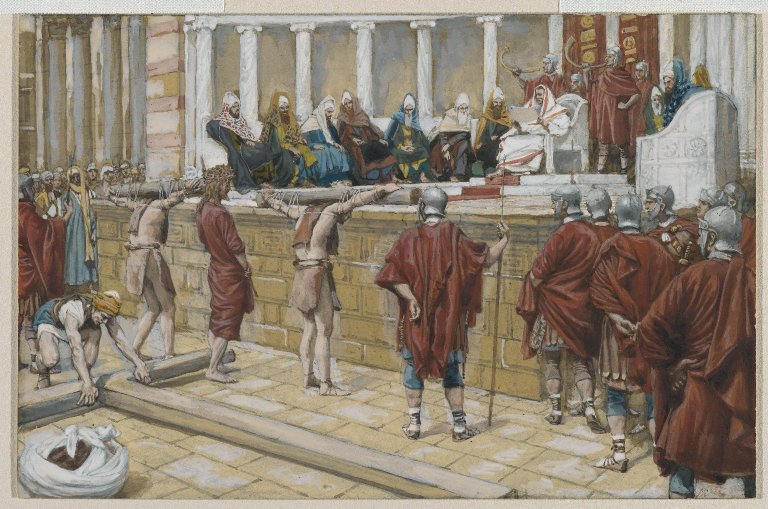
Суд на Габбаті Джеймса Тіссо, бл. 1890 рік

Габбата (арамейська גבתא) — арамейська назва місця в Єрусалимі, яке також згадується під грецькою назвою Літостротос (грецька λιθόστρωτος). В Євангеліях записано, що це місце суду над Ісусом перед його розп'яттям прибл. 30/33 н. е. Традиційно вважається місцем розташування церкви Ecce Homo, але археологічні дослідження довели, що це малоймовірно. Більш правдоподібним місцем розташування місця є палац Ірода.

## Етимологія

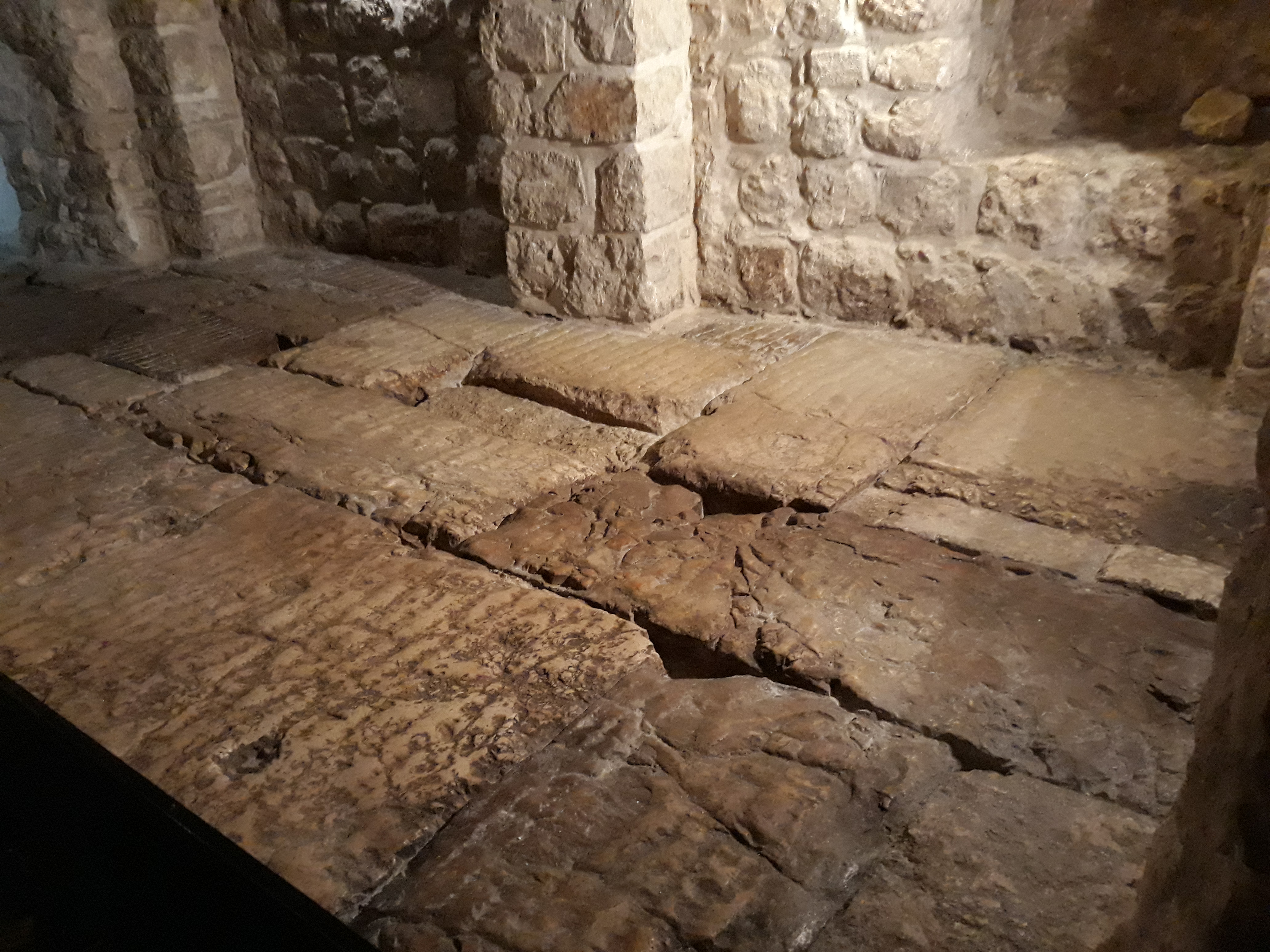
Римський тротуар колись вважався місцем суду над Ісусом із Понтієм Пілатом

Lithostrotos зустрічається в Біблії лише один раз, в Івана 19:13. У ній говориться, що Понтій Пілат:
вивів Ісуса і сів на суді, на місці, що зветься Літострото, а по-єврейськи Габбата.
Ім'я «Габбата» — це арамейське слово, мова, якою в той час розмовляли в Юдеї. Це не простий переклад Lithostrotos, що власне означає мозаїчну підлогу, де стояло судилище, але яка була продовжена до самого місця перед преторією Пілата, де була покладена ця бруківка. Це було доведено практикою св. Іоанна, який в інших місцях дає арамейські імена як чітко приналежні місцям, а не як просто переклади грецьких. Це доведено також тому, що слово «Габбата» походить від кореня (що означає «задня частина», або «висота»), який відноситься не до виду тротуару, а до висоти відповідного місця. Таким чином, виявляється, що дві назви «Літостротос» і «Габбата» були пов'язані з різними характеристиками місця, де Пілат засудив Ісуса на смерть. Арамейська назва походить від конфігурації цього місця, а грецька назва походить від природи його бруківки. 

## Ідентифікація
Коментатори докладали зусиль, щоб ідентифікувати Габбату або з зовнішнім двором Храму, який, як відомо, був вимощений, або з місцем зборів Великого синедріону, який був наполовину всередині, наполовину без зовнішнього двору храму, або знову з хребтом у задній частині Дому Господнього; але ці зусилля не можна вважати успішними. 

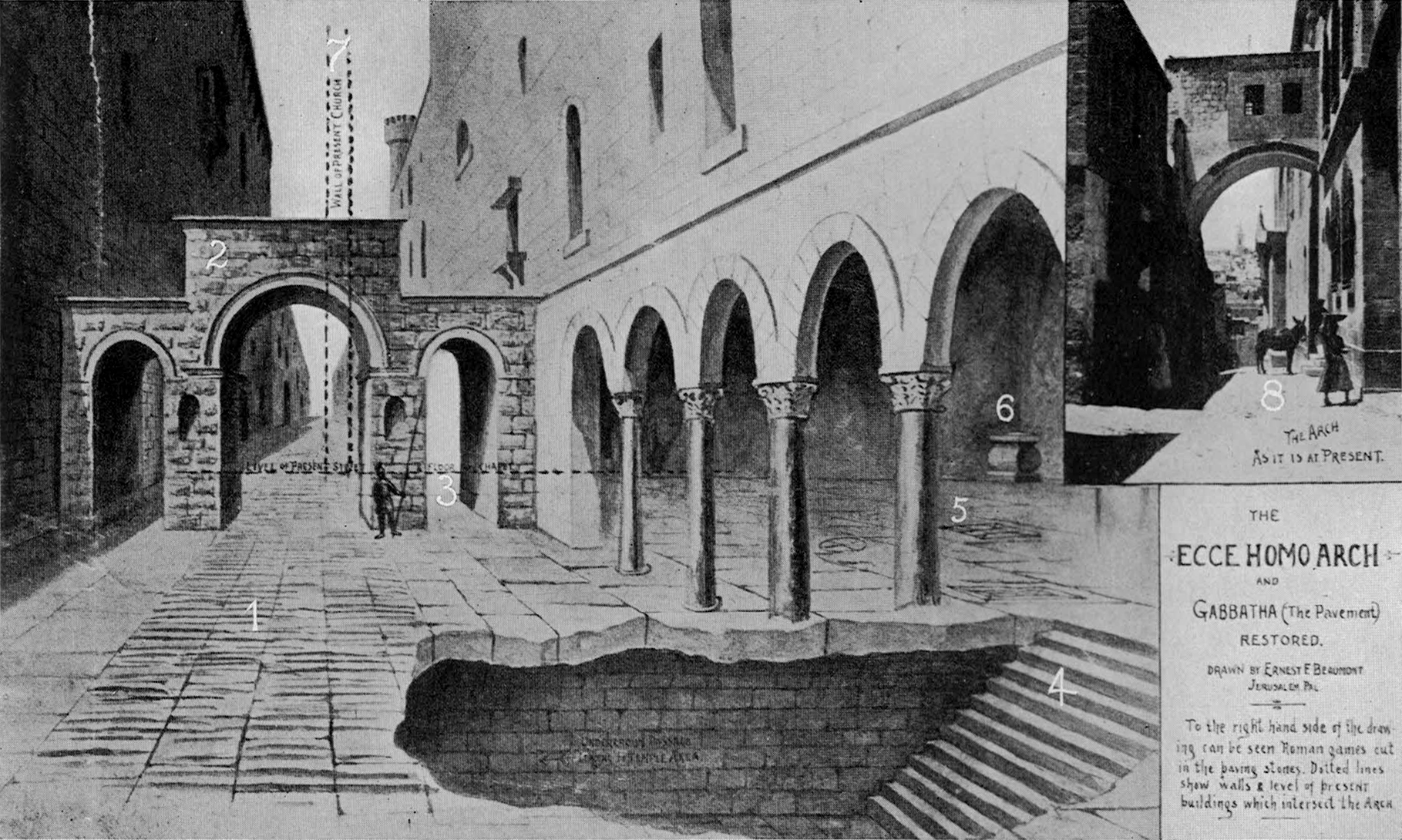
Зображення воріт східного форуму Елії Капітолини та оригінального римського тротуару. Вертикальні лінії показують, де зараз простягається стіна монастиря Сестер Сіону. Горизонтальна лінія показує сучасний рівень вулиці. Сходи вели до Антонійської фортеці.

За словами П'єра Бенуа, Пілат виносив свої вироки в палаці Ірода в південно-західній частині міста, а не в цьому місці в північно-східному кутку міста. Археологічні дослідження підтвердили, що римський тротуар на цих двох традиційних місцях був побудований Адріаном у ІІ столітті нашої ери як підлогу східного форуму Елії Капітоліни. До змін Адріана ця територія була великим відкритим басейном з водою, басейном Струтіон, про який згадував Йосип Флавій. Басейн досі зберігся під склепінням, доданим Адріаном, щоб над ним можна було побудувати форум, і до нього можна потрапити з частини римської бруківки під монастирем Сестер Сіону та з тунелю у Стіні Плачу .
Потрійні аркові ворота, побудовані Адріаном як вхід на східний форум Елії-Капітоліни, традиційно, але, як показують археологічні дослідження, помилково вважалися частиною воріт фортеці Антонія Ірода. Вважалося, що це було місце суду над Ісусом і промови Пілата Ecce Homo.